# Katedra św. Andrzeja w Inverness
Katedra św. Andrzeja w Inverness (ang. Cathedral Church of Saint Andrew) – katedra diecezji Moray, Ross and Caithnes Szkockiego Kościoła Episkopalnego. Mieści się przy ulicy Ness Walk w mieście Inverness.
Zaprojektowana przez Alexandra Rossa i zbudowana w latach 1866–1869, w stylu neogotyku angielskiego według francuskiego szkicu. Wzniesiona z różowego gruzowanego kamienia budowlanego z Conon z dodatkiem kremowego kamienia nadmorskiego, zadaszona dachówkami z zielonych łupków z Westmoreland. Kruchta flankowana przez wieże o kwadratowym planie, nawa główna i nawy boczne, niewielkie transepty, stalle i półośmiokątne zakończone apsydą prezbiterium, ośmiokątny kapitularz od liturgicznej strony północno-wschodniej. Liturgiczna fasada zachodnia, szczyt nawy głównej flankowany przez wieże. Wejście główne nakryte łukiem podtrzymywanym przez trzy rzędy trzonów wyrastających z pokrytych boazerią lamperii i zwieńczonych przez wykuty maswerkowy szczyt, w tympanonie portal z rzeźbioną grupą reliefową z wapienia portlandzkiego flankowany przez filary z żabkowanymi pinaklami. Szczyt flankowany przez trzystopniową wieżę z narożnymi przyporami, iglice nie zostały zbudowane. Rzeźby na fasadzie zachodniej, wykonane przez Earpa w Londynie w 1876 roku, tympanon i posagi świętych: Piotra, Pawła, Andrzeja i Jana Chrzciciela. Nawy boczne i clerestorium wzmocnione niskimi bocznymi przyporami. Kapitularz od liturgicznej strony północno-wschodniej, ośmiokątne przypory.